# Musée royal de l'Afrique centrale
AfricaMuseum
Cet article concerne le musée de Tervuren en Belgique. Pour le musée de Berg en Dal aux Pays-Bas, voir Afrika Museum (Berg en Dal). Pour d'autres musées d'art africain, voir Musée d'Art africain (homonymie).
Le musée royal de l’Afrique centrale (MRAC) (néerlandais : Koninklijk Museum voor Midden-Afrika (KMMA), allemand : Königliches Museum für Zentralafrika (KMZA)), communicant sous le nom AfricaMuseum depuis 2018, est un établissement scientifique fédéral belge situé en Brabant flamand dans le parc de Tervueren, dans la périphérie de Bruxelles.
Le musée trouve son origine en 1897 lorsque la section coloniale de l'exposition universelle de Bruxelles est établie à Tervueren. Ensuite sous l’impulsion du roi Léopold II, le musée actuel, intimement lié à l’histoire de la colonisation du Congo par la Belgique, est érigé entre 1905 et 1908 sur les plans de Charles Girault inspiré par le Petit Palais à Paris. Le musée du Congo, situé au milieu d’un parc appartenant à la Donation royale et relié à Bruxelles par une double avenue spécialement créée et par une nouvelle ligne de tramway, était à l’origine destiné à éveiller l’intérêt et la curiosité du peuple belge pour ce qui était à l’époque l'« État indépendant du Congo » (1885 à 1908). En 1910, il devint le musée du Congo belge, le musée royal du Congo belge en 1952, puis le musée royal de l'Afrique centrale (MRAC) en 1960.
Afin de procéder à d'importants travaux de transformation (rénovation du bâtiment et modification de la scénographie), le musée a été fermé durant cinq ans, de fin 2013 à 2018. Communicant depuis sous le nom AfricaMuseum, il a rouvert ses portes le 9 décembre 2018.

## Histoire du musée

### Exposition internationale (1897)
Pour donner une vitrine au Congo belge et une idée du potentiel économique de cette région aux Belges et ainsi attirer les investissements, Léopold II souhaitait aménager une sorte de musée en mettant en scène comme outil de propagande pour son projet colonial les objets originaux, importés en quantité suivant une approche multidisciplinaire : anthropologique, ethnologique, botanique, zoologique, entomologique, géologique et minéralogique.
L’idée d’un musée colonial avait déjà germé en 1894 à l’occasion de l’Exposition internationale d’Anvers. Elle se concrétise à l’occasion de l’Exposition universelle de 1897 : Léopold II fait construire dans le domaine royal de Tervueren le « Palais des Colonies », conçu par l'architecte Alfred-Philibert Aldrophe. Georges Hobé conçoit une structure de bois Art nouveau en bois tropical, pour décorer l'intérieur de ce pavillon et évoquer de ses formes courbes la luxuriance de la forêt africaine. L’exposition temporaire qui y est aménagée faisait la part belle à côté des « curiosités » du Congo, animaux empaillés et objets d’intérêt ethnographique, aux produits d’exportation : le café, le cacao, le tabac et les essences forestières. Dans le parc, parmi d’autres « attractions », était offert aux regards des visiteurs un zoo humain de 267 Congolais logés dans des villages africains reconstitués. Sept d’entre eux meurent de maladies ou de froid , et ils ne reçoivent une sépulture individuelle qu'en 1952.

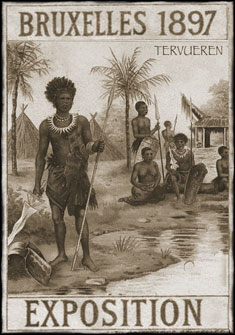
Affiche de l'exposition coloniale de 1897.
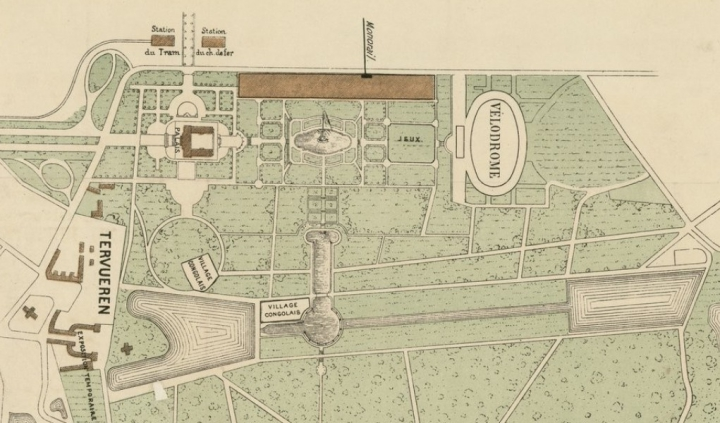
Plan de l'exposition coloniale à Tervueren.
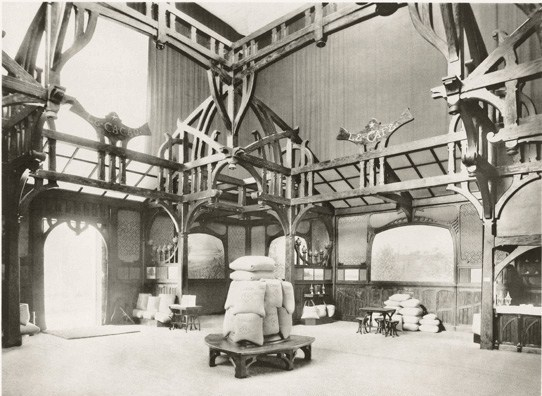
Structure en bois de Georges Hobé dans la salle des Grandes Cultures lors de l'exposition.
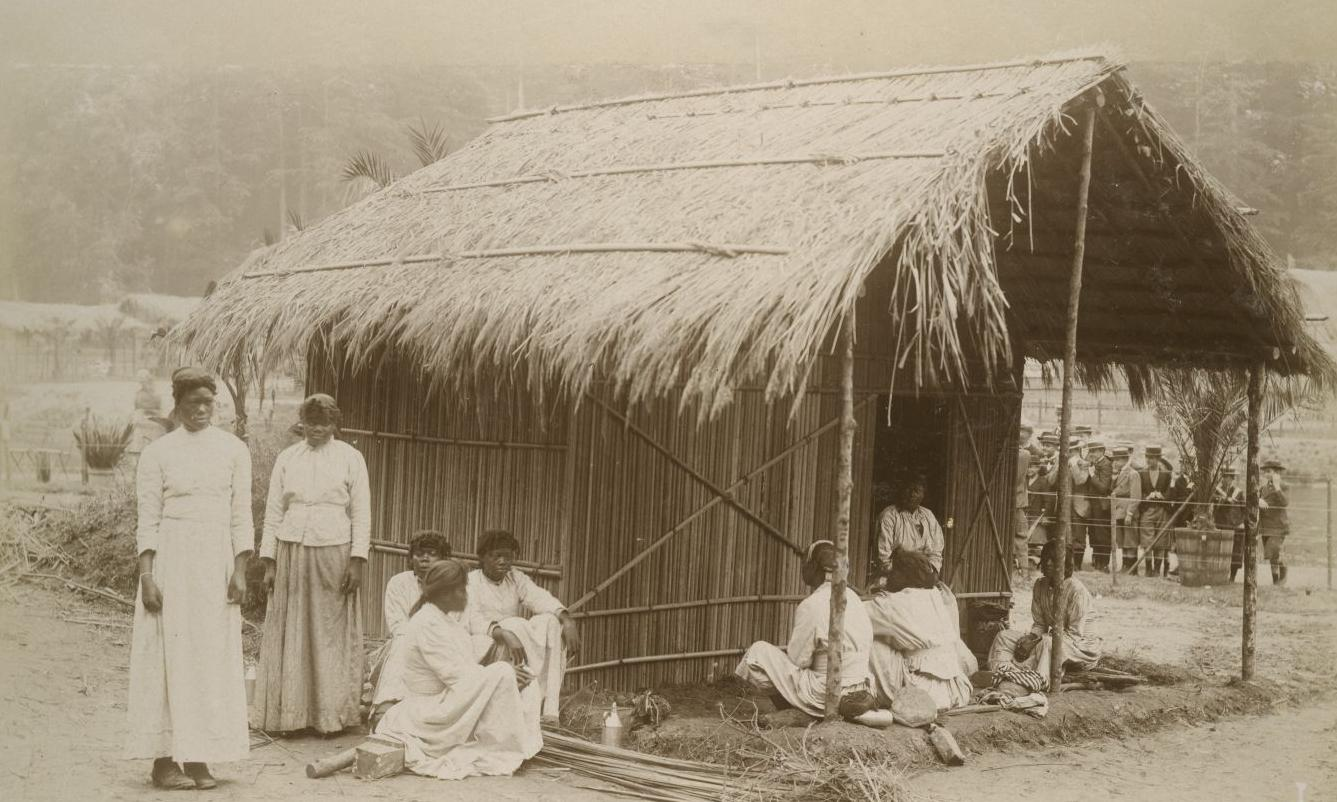
Le « Village Congolais » (zoo humain) mis en scène lors de l'exposition.

### Développement du musée
Le succès de l’exposition (plus d'un million de visiteurs en six mois) et l’intérêt des scientifiques sont tels qu’il est décidé de la rendre permanente. Très rapidement, les locaux deviennent trop exigus. Le roi caressait le projet de faire du domaine son « petit Versailles ». En 1905 débute la construction du bâtiment actuel, de style néo-classique, confiée à l’architecte français Charles Girault, qui avait édifié à Paris le musée du Petit Palais pour l’Exposition universelle de 1900. Si l'extérieur est de style classique et sans référence aux colonies, une partie du décor intérieur les rappelle, notamment des peintures marouflées de paysages du Congo — que l'on a conservées après rénovation dans la salle des crocodiles —, et des sculptures destinées aux niches de la rotonde centrale, notamment dues à Arsène Matton, aujourd'hui considérées comme des allégories racistes autour du thème de l’esclavage et de la mission civilisatrice de la Belgique.
Le bâtiment est inauguré en 1910 à l’occasion d’une deuxième exposition universelle. Le Congo avait alors depuis deux ans cessé d’être une possession royale pour devenir colonie belge et Léopold II était mort quelques mois plus tôt.
Jusqu’à l’indépendance du Congo le 30 juin 1960, les collections ne cessèrent de s’agrandir par les envois d’objets et d’échantillons de toutes sortes effectués par des militaires, des missionnaires, des administrateurs coloniaux, des commerçants et des scientifiques. C'est ainsi que le musée est aujourd'hui propriétaire d'une importante collection de trophées de chasse, don du baron Lambert. Par la suite, les acquisitions furent élargies à l’ensemble de l’Afrique, et aussi à l'Amérique et l’Océanie.

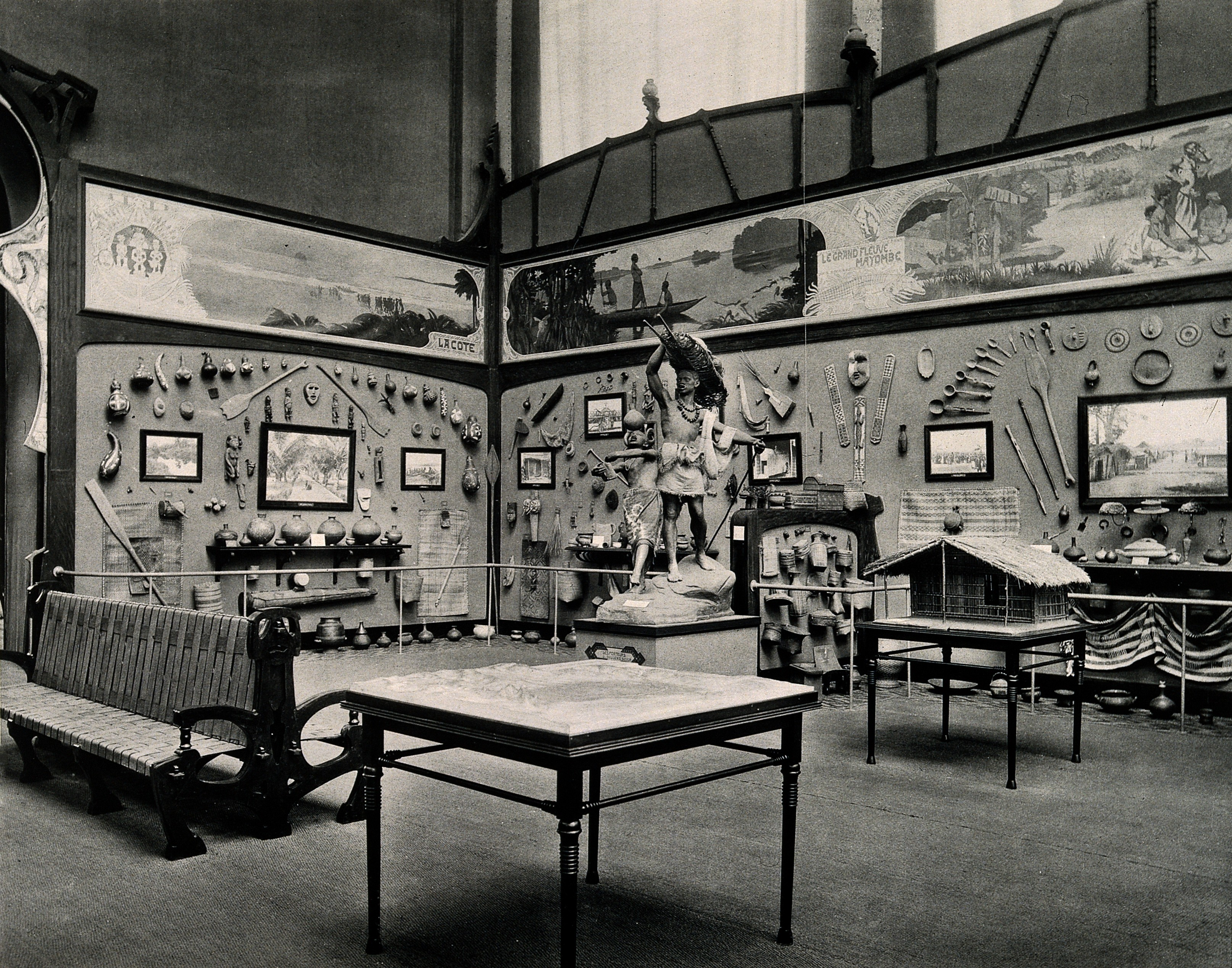
Vue historique d'une ancienne salle du « Palais des Colonies ».
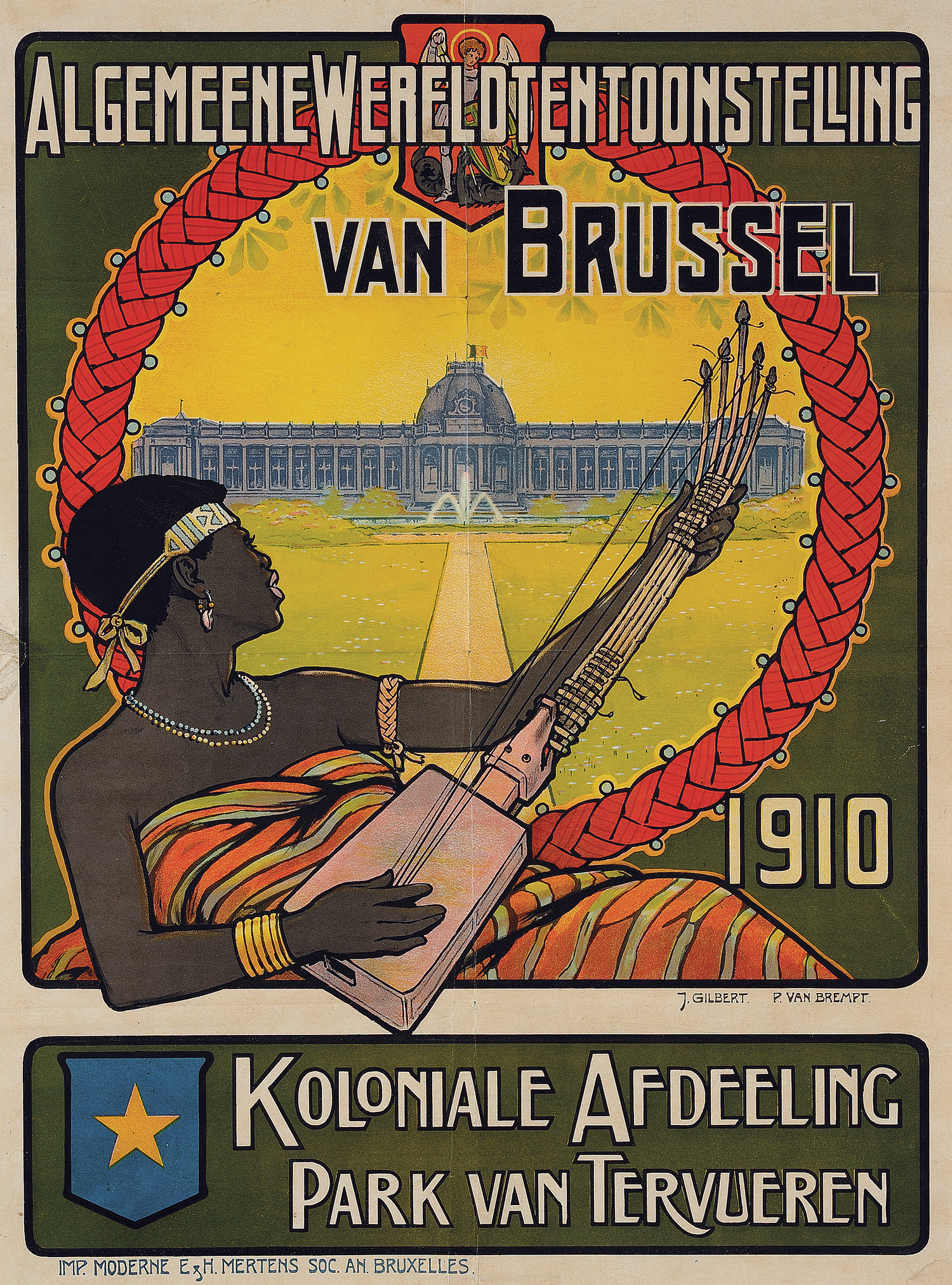
Affiche de l'exposition coloniale de 1910.
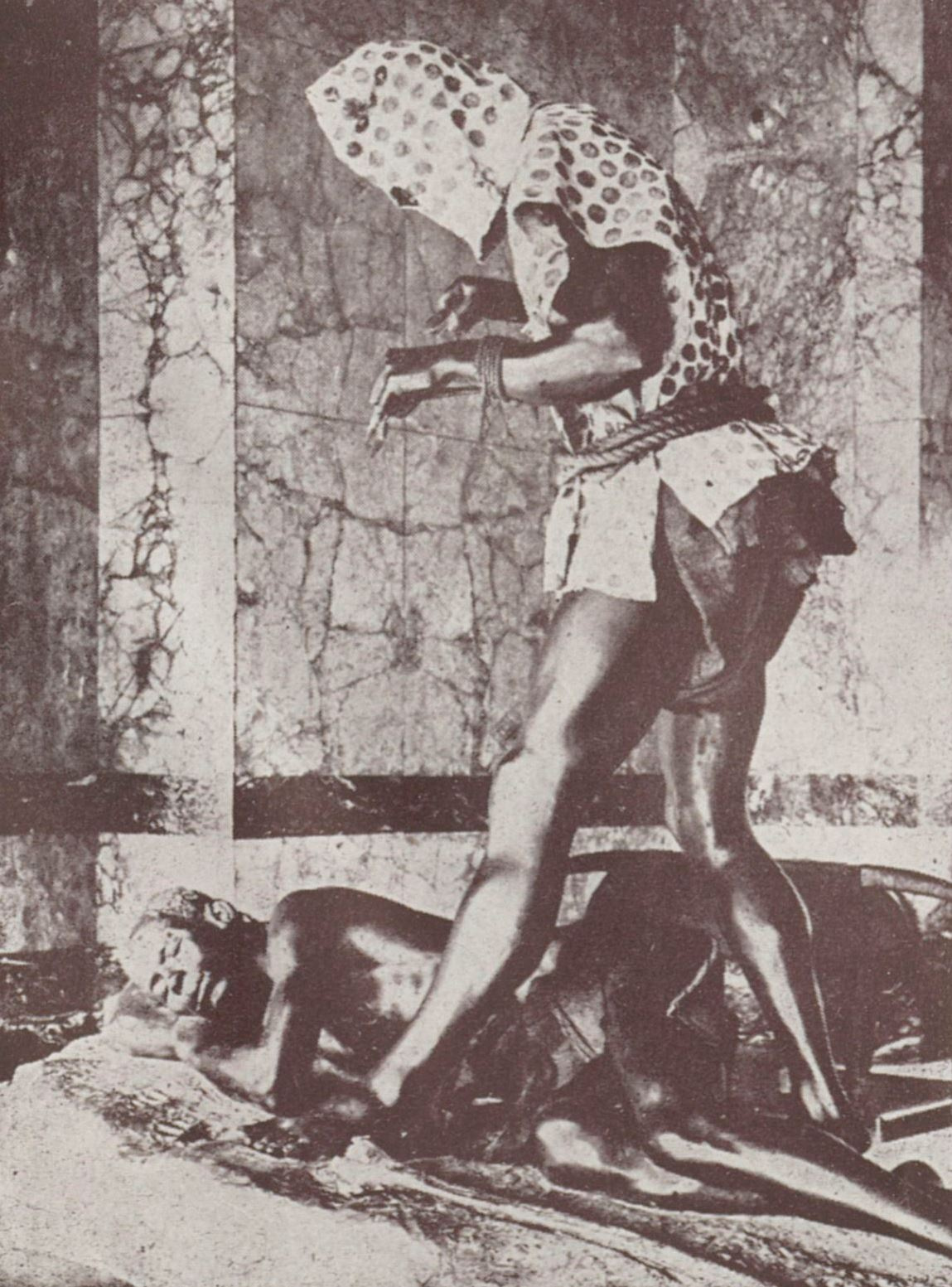
Reconstitution d'un « homme-léopard » au musée (1934).
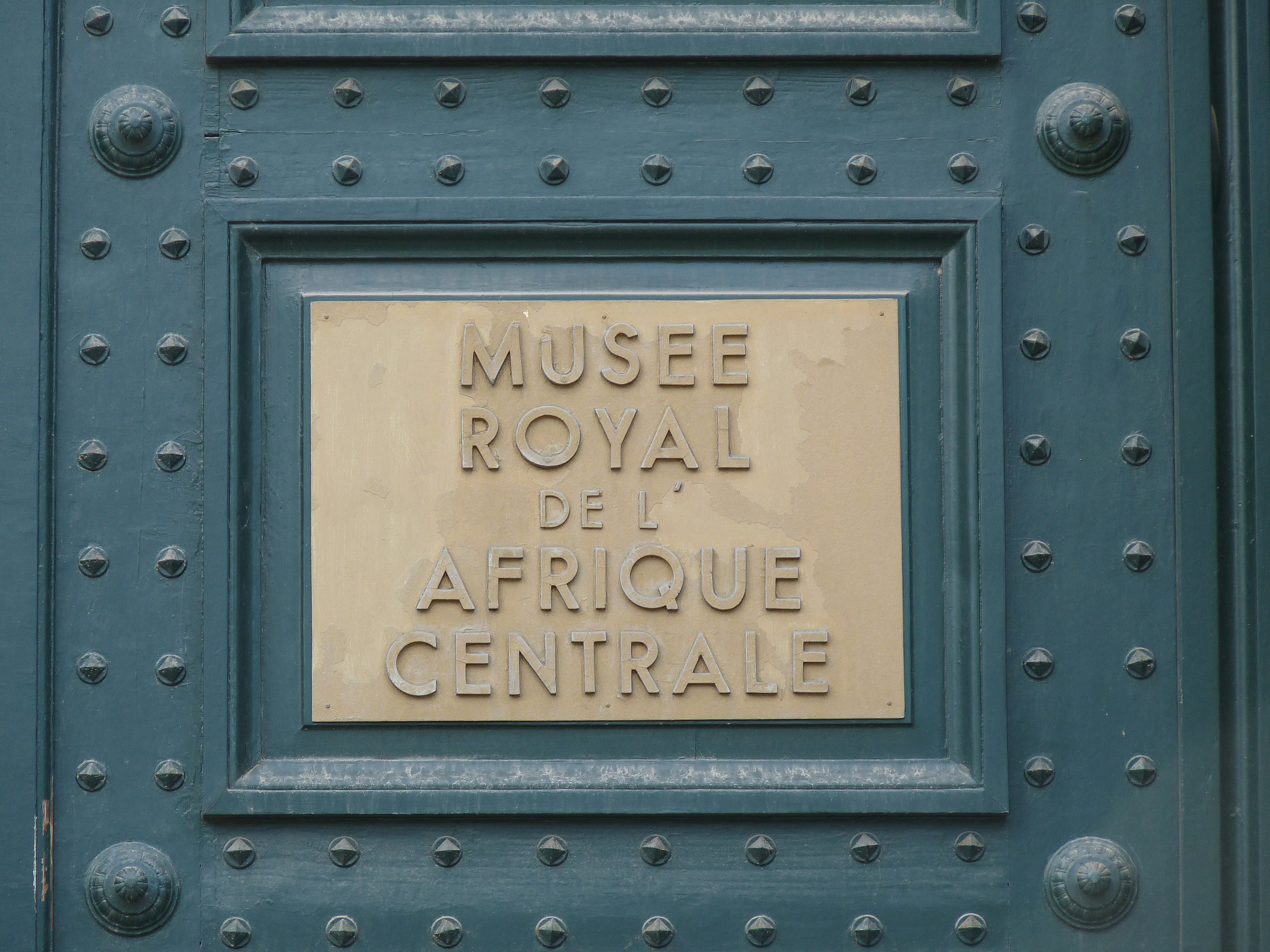
Plaque sur le portail indiquant le nom du musée.

### Rénovation (2013–2018)
Au moment de sa fermeture pour rénovation en 2013, l'ancienne exposition permanente du musée n'avait pas été changée depuis les années 1950. Après un investissement de 74 millions d'euros, le réaménagement des salles d'exposition, de fin 2013 à fin 2018, réoriente la présentation pour proposer un récit de la période coloniale et de ses conséquences. La surface d'exposition passe de 6 000 m2 à 11 000 m2, tout en présentant moins de pièces, 700 contre 1 400 auparavant (sur un total de 180 000 objets conservés). Renommé AfricaMuseum, il rouvre le 9 décembre 2018, alors qu'un débat a cours en Europe sur la restitution ou non des œuvres saisies aux pays africains pendant la colonisation. Le roi des Belges Philippe se décommande de l'inauguration.
Alors qu'en 2017 le conservateur chargé des collections ethnographiques du musée Julien Volper excluait toute discussion et fustigeait une « pensée partiale tirant sa force de la culpabilisation que tout Européen se doit d'avoir sur son histoire sous peine d'être taxé de raciste ou de réactionnaire »,, le conseil de direction de l'AfricaMuseum rend publique 31 janvier 2020 l'adoption d'une « approche ouverte et constructive sur la restitution du patrimoine culturel africain ».
Initialement conçu à la gloire de Léopold II et du colonialisme, l'agencement du musée est entièrement revu. Toutefois, face aux critiques sur les évolutions insuffisantes de l'exposition, le directeur Guido Gryseels répond en 2018 : « Je ne dis pas que le processus de décolonisation est achevé. Il ne fait que commencer et c'est un enjeu pour les directions futures ».
Ainsi, la rotonde étant classée monument historique, ses statues de propagande coloniale ne pouvaient être enlevées. Insuffisamment compensées par la statue en bois ajouré Nouveau souffle ou le Congo bourgeonnant due à l’artiste congolais Aimé Mpane, le trouble qu'elles jettent font qu'une seconde œuvre de Mpane est ajoutée en 2020, représentant le crâne du chef Lusinga Lwangombe. Mpane a ensuite sollicité l'artiste belge Jean-Pierre Müller pour élaborer le projet RE/STORE, qui complète l’aménagement de la salle : des voiles semi-transparents sur lesquels sont imprimées des images contemporaines sont accrochés à une légère distance des seize statues, leur superposition permettant une lecture nouvelle de leur signification idéologique,.
Dans une des galeries qui longent la cour, une plaque conçue entre les deux guerres rend hommage à 1 508 belges morts dans l’État indépendant du Congo entre 1885 à 1908. Pour leur répondre, un hommage aux Africains « victimes directes ou indirectes de l’État indépendant du Congo », dont les morts du zoo humain, a été ajouté : dans le cadre d'une œuvre réalisée par l’artiste congolais Freddy Tsimba, une vitre porte leurs noms, venant se refléter sous la plaque contestée, alors qu'un chariot utilisé pendant les travaux forcés au Congo est installé dans la galerie,.
En introduction à la visite, une salle nommée « Hors jeu » présente les objets et représentations coloniales les plus caricaturales ainsi décrites : « Les statues que l'on voit ici faisaient autrefois partie de l'exposition permanente mais n'y ont plus leur place aujourd'hui », ce à quoi fait référence la toile du peintre congolais Chéri Samba exposée à proximité.

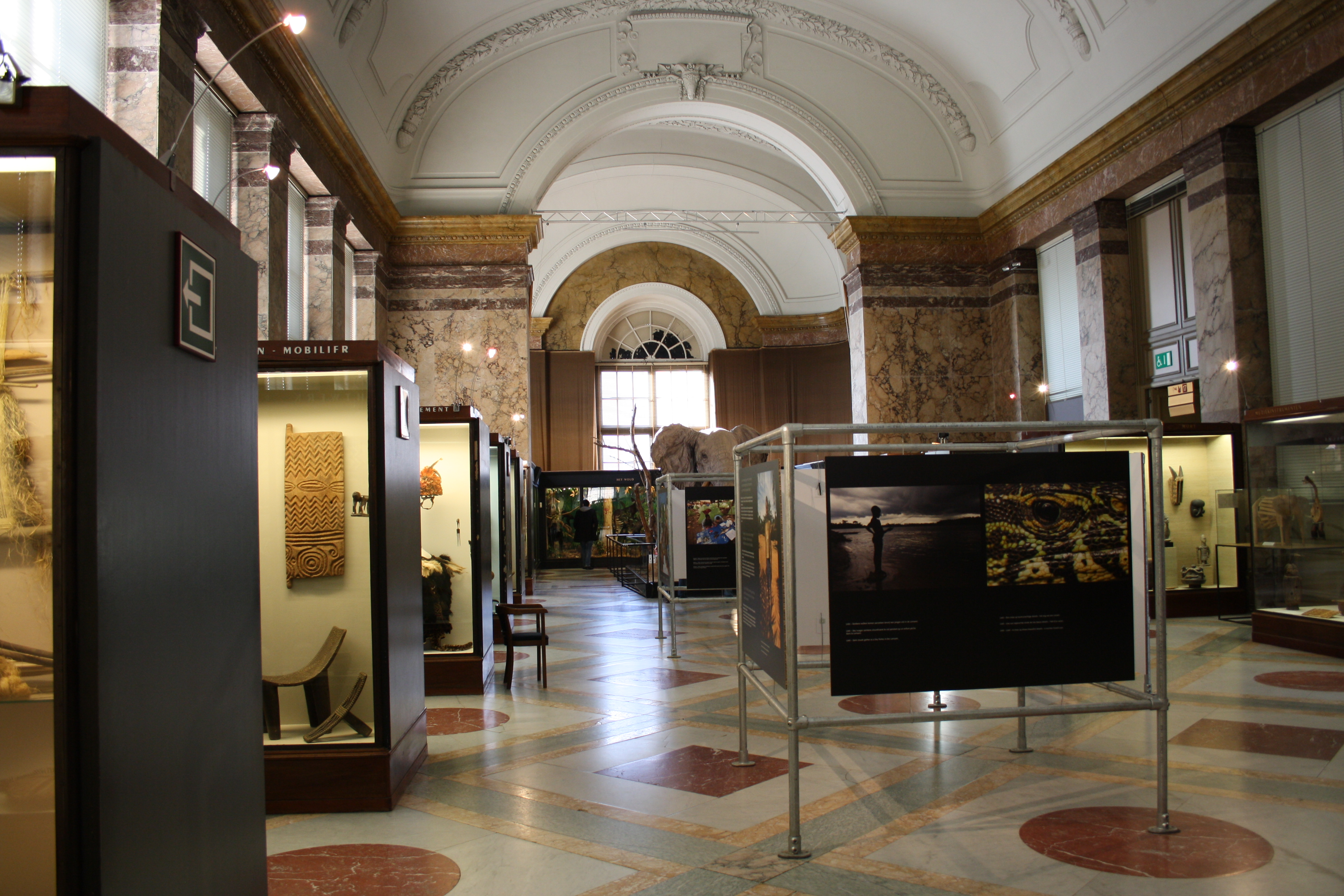
L'intérieur du musée en 2011, peu de temps avant sa rénovation.
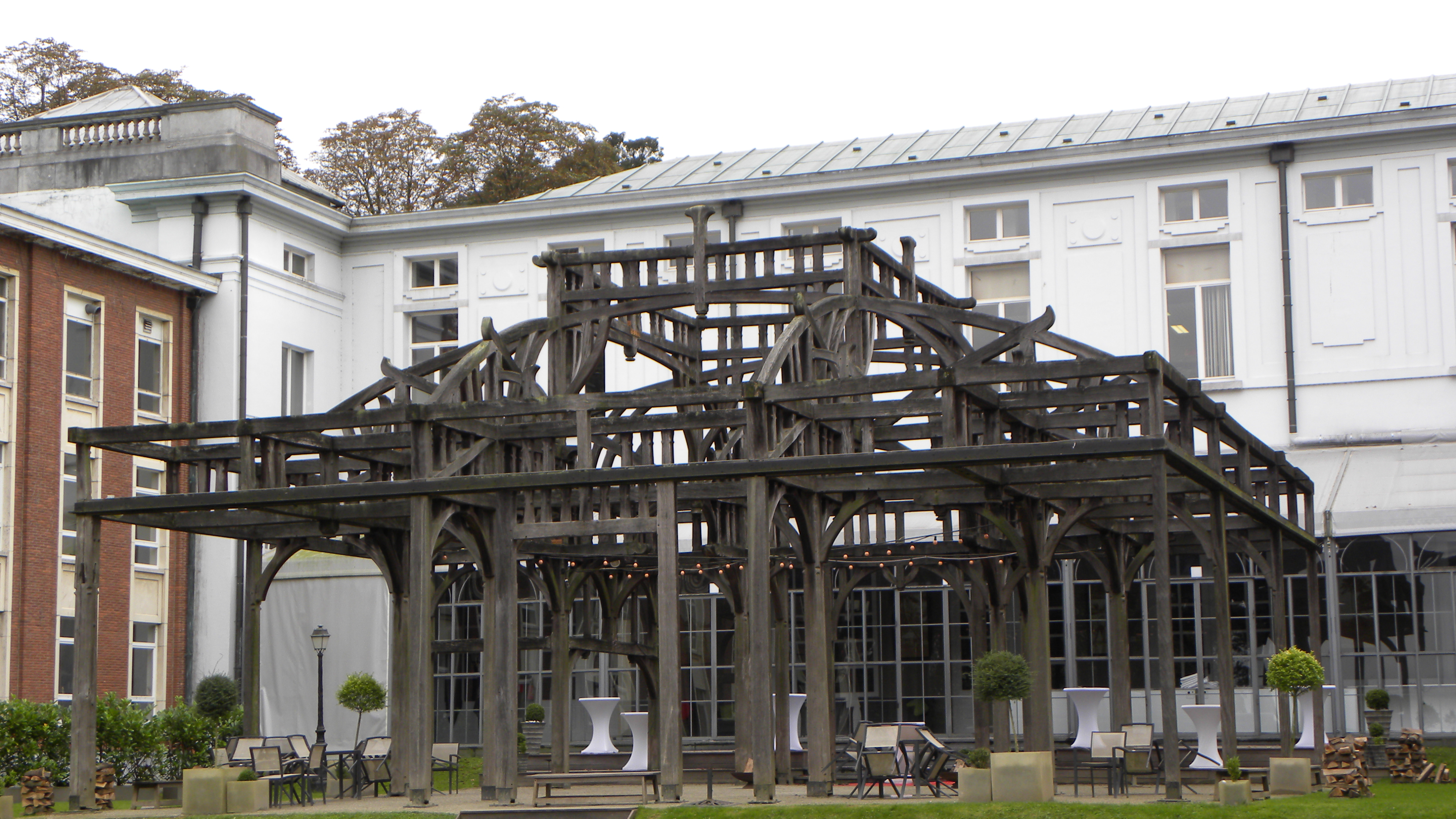
La structure en bois de Hobé en plein-air (2011).
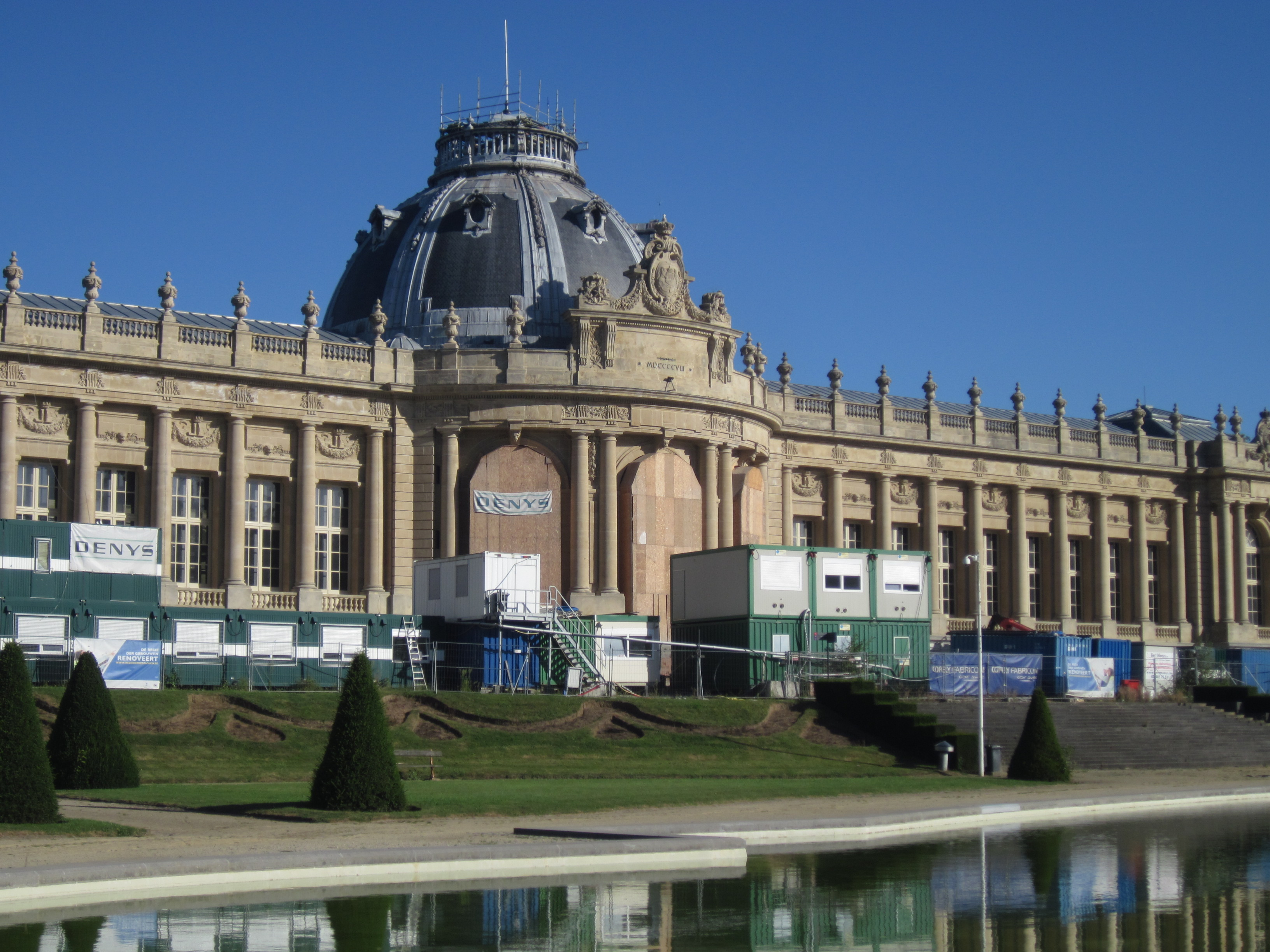
Le bâtiment principal du musée lors de la rénovation de 2013-2018.
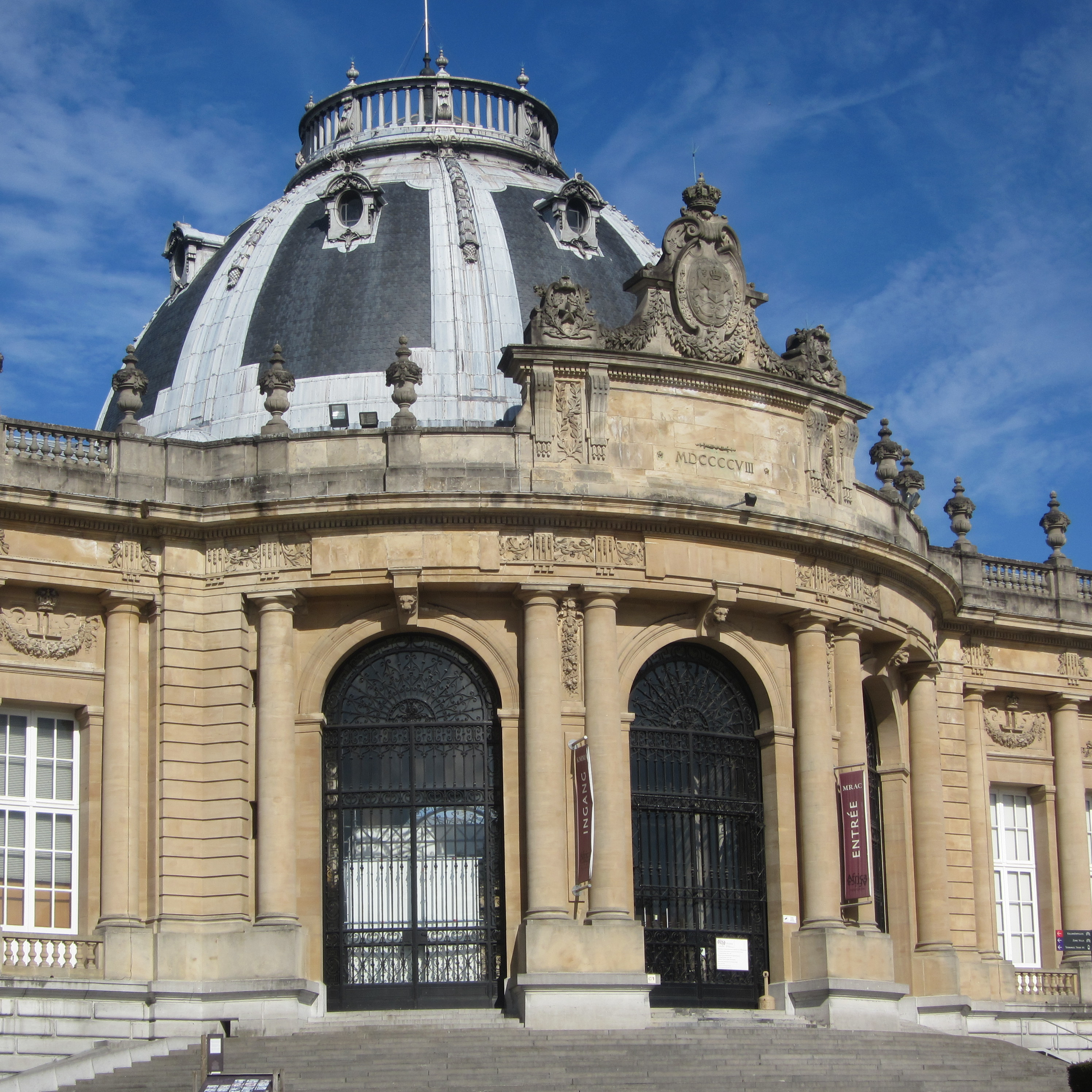
Ancienne entrée du musée par le jardin avec la coupole restaurée.

## Les collections
Le musée abrite des collections uniques au monde dont il n'est possible d'exposer qu'une faible proportion. Il possède également des archives historiques, dont celles, complètes de Henry Morton Stanley, une photothèque, une filmothèque, des archives sonores ethnomusicologiques ainsi qu'un large éventail de cartes et de données géologiques et scientifiques.
Quelques chiffres :
- 10 000 000 spécimens animaux
- 250 000 échantillons minéraux
- 180 000 objets ethnographiques
- 57 165 échantillons de bois dans la xylothèque
- 20 000 cartes
- 8 000 instruments de musique
- 350 fonds d’archives

Une partie des objets des collections a été récoltée lors de campagnes militaires organisées au Congo. Celles-ci avaient comme objectifs de soumettre la population, de tracer des frontières et d’asseoir l’autorité du pouvoir colonisateur. Les objets récoltés étaient souvent des armes et d’autres trophées obtenus comme butin de guerre lors de confrontations violentes. 
Du mode d’acquisition souvent non scientifique d’une grande partie des objets résulte parfois le manque de données ethnographiques et la nécessité d’en poursuivre l’étude. L’institution occupe 75 scientifiques travaillant dans cinq domaines : l’anthropologie culturelle, la zoologie, la géologie, l’histoire, l’économie agricole et forestière. Elle accueille étudiants et chercheurs en provenance du monde entier.

Panorama du parc et du Musée royal de l'Afrique centrale à Tervuren.

## Personnalités liées au musée

### Directeurs
Les directeurs successifs du musée sont :
- 1898-1899 : Théodore Masui ;
- 1899-1910 : Émile Coart ;
- 1910-1927 : Alphonse de Haulleville (1860-1938) ;
- 1927-1946 : Henri Schouteden (1881-1972) ;
- 1947-1958 : Frans Olbrechts (nl) (1899-1958) ;
- 1958-1977 : Lucien Cahen (1912 - 1982)[17] ;
- 1977-1978 : Pierre Basilewsky ;
- 1978-1980 (ad interim) : Albert Maesen (1915-1992) ;
- 1980-1999 (ad interim), 1985-1999 : Dirk Thys van den Audenaerde (1934-) ;
- 1999-2001 : ?
- 2001-2022 : Guido Gryseels (nl) (1952-)[18] ;
- 2022-2023 (ad interim) : Karel Velle (1959-)[18] ;
- Depuis 2023 : Bart Ouvry[18].

### Autres personnalités
- George Albert Boulenger (1858-1937), zoologiste ;
- Jacques Lepersonne (1909-1997), géologue, chef du département de géologie et de minéralogie ;
- Philippe Marechal (1947-), chef du département d’Histoire et d’économie agricole et forestière.

## Documentaire
- 2004 : Tervuren, livre de pierre réalisé par Léopold de Guchteneere[19],[20]